# Mausolée d'Hadrien
Le Mausolée d'Hadrien fut commencé par l’empereur romain Hadrien en 130 et achevé par Antonin le Pieux en 139, sur la rive droite du Tibre, près du pons Ælius. Il est encore visible à l'heure actuelle, puisqu'il correspond au château Saint-Ange.

## Inspiration
L'empereur Hadrien en 130 ordonna l'édification de son mausolée, car celui d'Auguste, déjà existant, ne disposait plus de place. Les cendres de Trajan avaient été déposées sous la colonne Trajane, et Hadrien devait trouver un autre emplacement. Le bâtiment se veut le pendant du tombeau d'Auguste dans la mesure où celui-ci est situé au nord du Champ de Mars, sur la rive gauche du Tibre, alors que le mausolée d'Hadrien se place sur la rive droite, en face du Champ de Mars. En outre, l'allure générale circulaire des deux édifices est similaire. Certains comme Eisner y trouvent une inspiration de la forme de tombeaux étrusques.

## Description
Le monument construit en briques a une base carrée massive de 89 mètres de côté et 15 mètres de hauteur. Cette base constituée de pièces rayonnantes supporte une rotonde massive en travertin recouvert de marbre de 64 mètres de diamètre et 21 mètres de haut. Cette rotonde est comblée d'un tumulus de terre enfermant une chambre funéraire carrée de 8 mètres sur 8. Elle est surmontée d'un bâti carré, qui supporte un quadrige de bronze mené par l'empereur Hadrien figuré en soleil, et d'un bosquet d'arbres funéraires. On pénétrait dans le mausolée par un premier couloir d'entrée rectiligne, puis une rampe hélicoïdale de 3 m de large et 125 de long monte à l'intérieur de la rotonde en faisant un tour complet, enfin un second couloir accède à la chambre funéraire. Cette chambre funéraire comportait trois niches. Au-dessus de ces niches, se trouvent deux autres salles sans doute destinées à des banquets funéraires. Un cône de terre encadrait ces salles et à son sommet se trouvait le quadrige triomphal d'Hadrien. La grande porte de bronze du mausolée, composée de trois baies, est surmontée d'une dédicace à Hadrien et à son épouse Sabine. Autour du mausolée se trouvait une clôture à piliers de pierre supportant de grands paons de bronze doré. Le pont reliant la grande porte à l'autre rive du Tibre comportait trois arches de 18 m de diamètre. La porte du mausolée donnant sur le Tibre était surmontée d'une architrave composée d'une frise à guirlandes, têtes de taureaux et patères. La porte était également entourée par les épitaphes des empereurs.

## Historique
L'urne funéraire d'Hadrien y est déposée en 139, grâce à l'obstination d'Antonin qui obtient du Sénat la divinisation d'Hadrien. L'impératrice Sabine, l'épouse d'Hadrien, son fils adoptif Lucius Aelius et ses successeurs de la dynastie des Antonins, ainsi que les Sévères jusqu'à Caracalla y furent ensevelis.
Très vite, le bâtiment est détourné de ses fins funéraires pour devenir militaire. Il est intégré à la muraille aurélienne en 403, en tant que bastion avancé.
En 410, lors du sac de Rome par les Barbares, dont les Wisigoths, les tombeaux sont pillés, les urnes en or des empereurs et autres urnes en argent des membres des familles impériales sont volées et vidées. Quand l’Ostrogoth Vitigès attaque Rome en 537, les soldats défendant le castellum se servent des statues de bronze qui le décorent comme projectiles. En 547, Totila inclut l'édifice dans une structure fortifiée protégeant la rive droite. Le quartier prend ainsi le nom de Borgo.
Par la suite, la structure en tour du mausolée d'Hadrien et son emplacement proche du Vatican et contrôlant un pont sur le Tibre, continuèrent d'intéresser les stratèges militaires ; le bâtiment fut transformé en château fort, le château Saint-Ange, probablement au IXe siècle.